# Graphit-Besucherbergwerk Kropfmühl

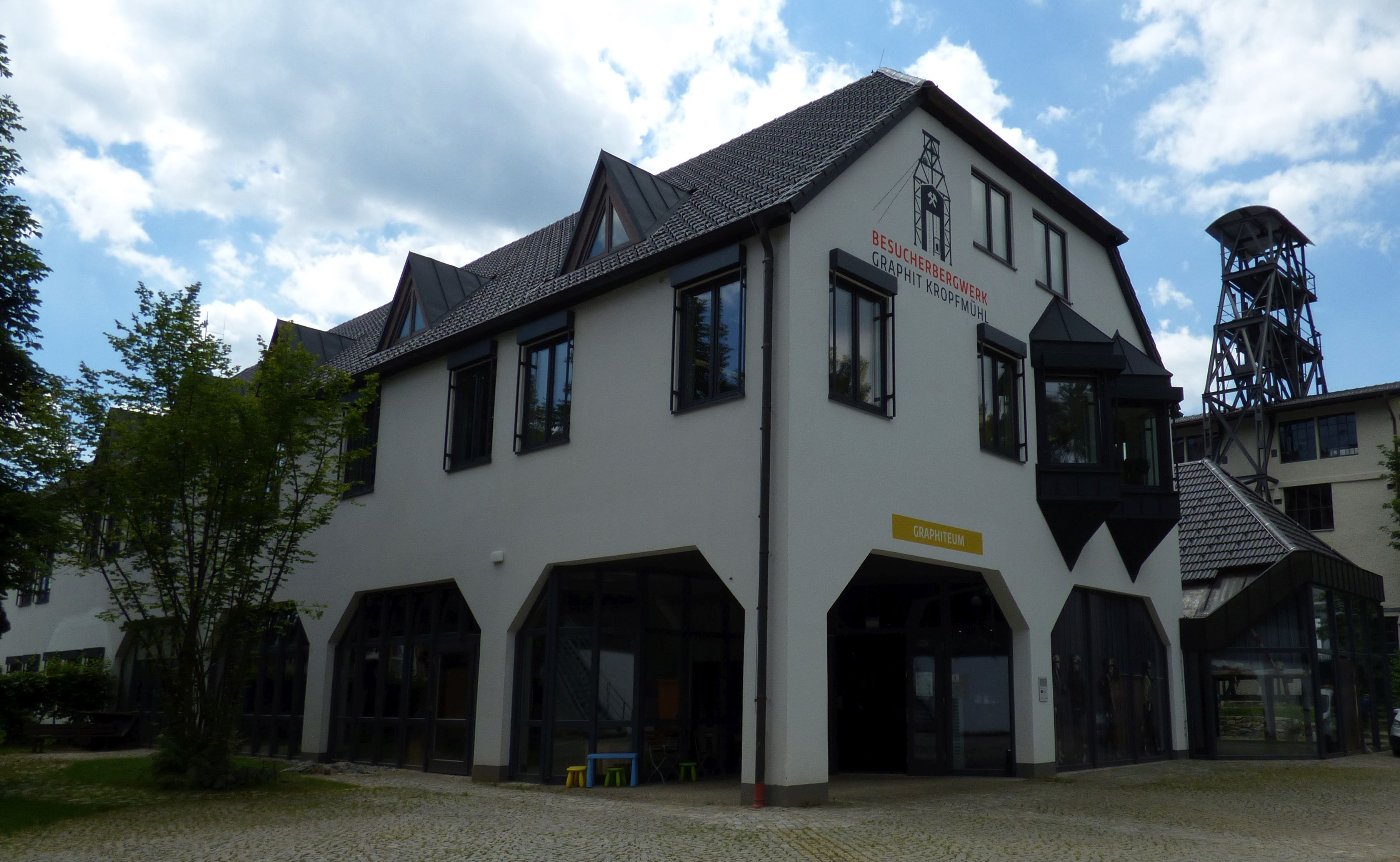
Besucherzentrum (Juli 2016)

Das Graphit-Besucherbergwerk Kropfmühl ist ein Museum im niederbayrischen Kropfmühl, einem Ortsteil der Stadt Hauzenberg im Landkreis Passau. Hier befindet es sich in unmittelbarer Nachbarschaft der Produktionsstätten des börsennotierten Unternehmens Graphit Kropfmühl GmbH.
Das Museum stellt heute die Geschichte des regionalen Graphitbergbaus und des einzigen Graphitbergwerks Deutschlands in Kropfmühl dar.

## Geschichte

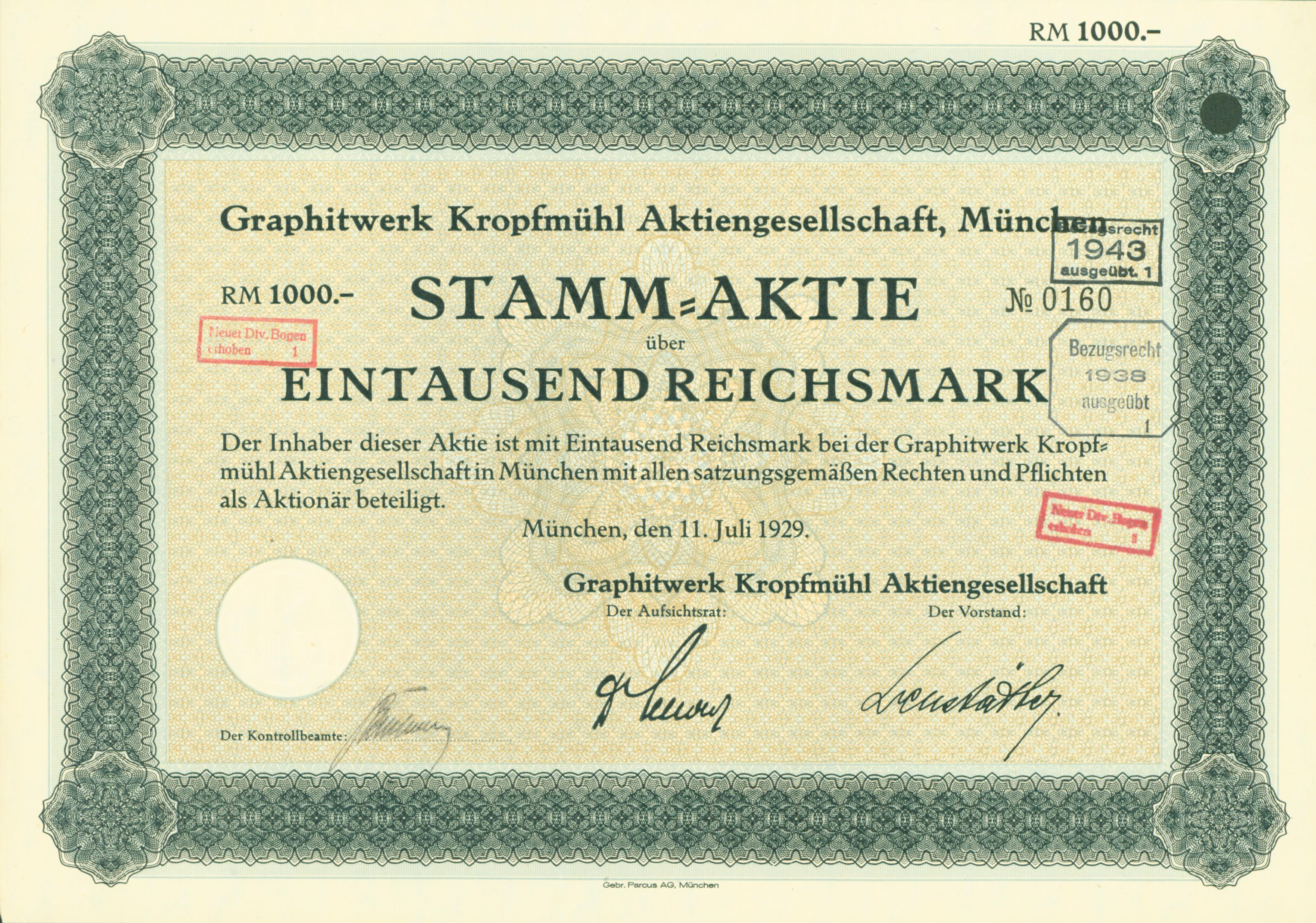
Aktie über 1000 RM der Graphitwerk Kropfmühl AG vom 11. Juli 1929

Nach der Entdeckung von Graphitvorkommen wird im Bayerischen Wald seit dem 18. Jahrhundert dieses Mineral abgebaut, zunächst im Grundeigentümerbergbau auf den Feldern der Bauern im Tagebau, später auch im Tiefbau. Nachgewiesen ist allerdings, dass bereits keltische Siedler den örtlichen Graphit für ihre Keramikerzeugnisse verwendeten.

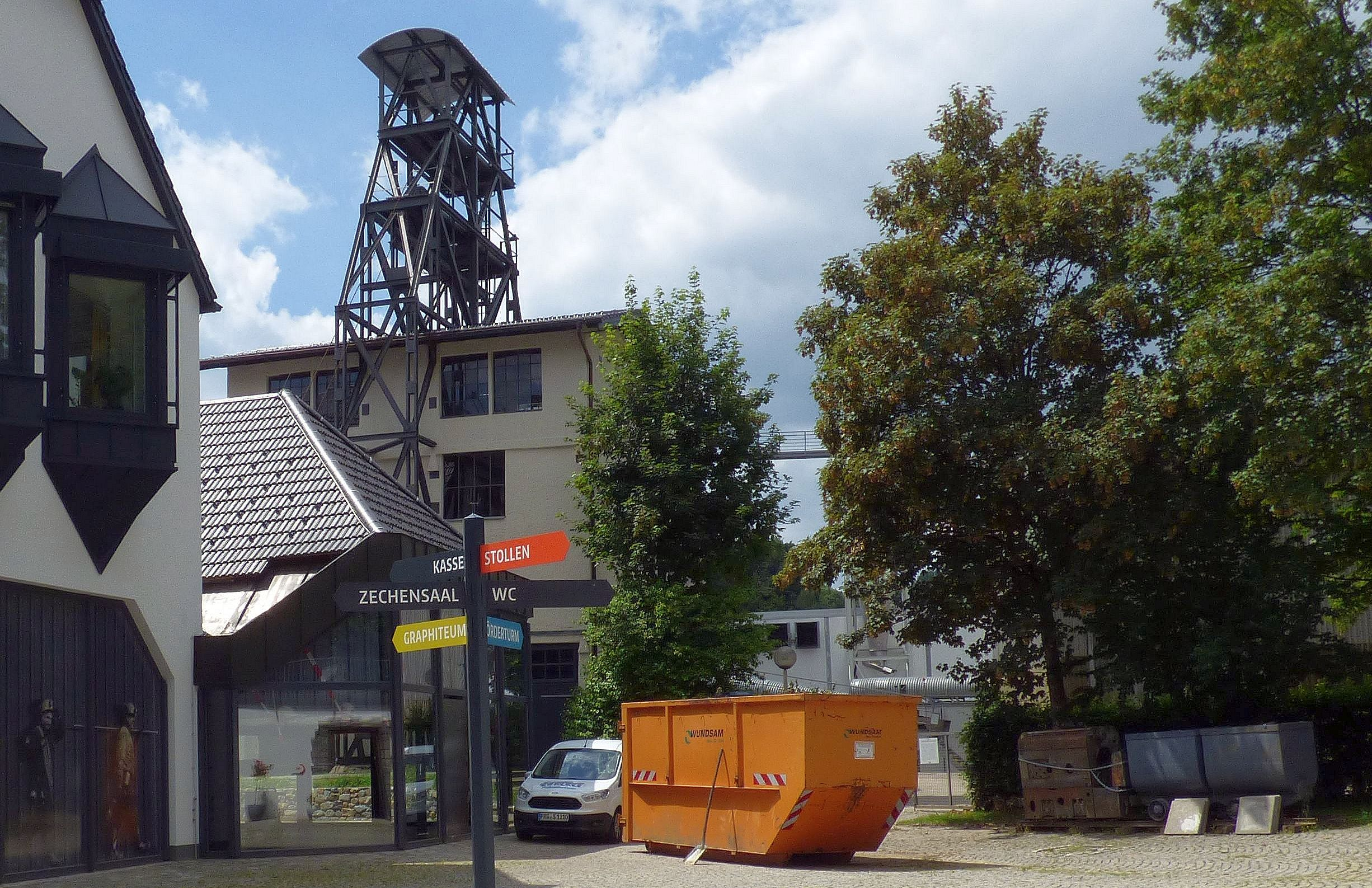
Infolge von Hochwasserschäden notwendig gewordene Reparaturarbeiten im Sommer 2016

In Kropfmühl wird seit dem Jahre 1870 der sogenannte Hauzenberger Graphit industriell gewonnen. Der örtliche Bergbau gewann schnell an Bedeutung. Schon im Jahre 1877 konnte man ein Patent über ein Verfahren zur Reinigung von Graphit (Flotation) anmelden. 1916 erfolgte die Gründung der Graphitwerk Kropfmühl Aktiengesellschaft, ein inzwischen weltweit tätiges Bergbauunternehmen mit Standorten unter anderem in China und Sri Lanka. Nach einer wirtschaftlich bedingten zwischenzeitlichen Stilllegung des Graphitabbaus im Jahre 2006 infolge des starken Preisverfalls des Rohstoffs, wurde in einem Teil des Bergwerks seit 2012 der Betrieb wieder aufgenommen.
Um die Geschichte des regionalen Bergbaus anschaulich darzustellen, erfolgte schließlich im Jahre 1983 die Gründung des Graphit-Besucherbergwerks in Kropfmühl. Teile des historischen Bergwerks und einzelne Stollen wurden so für Besucher zugänglich gemacht. 2010 wurde der Fördervereins Graphit Kropfmühl Besucherbergwerk gegründet, der sich seither um den Erhalt dieses kulturellen Erbes bemüht.
Unter anderem gefördert durch den Landkreis Passau, der Stadt Hauzenberg, der Gemeinde Untergriesbach sowie der AMG Mining AG wurden 2015 das Stollengebäude und der Förderturm inwertgesetzt. Im Frühjahr 2016 wurde mit dem Graphiteum außerdem eine interaktive Erlebniswelt in Betrieb genommen, welche allerdings infolge schwerer Unwetter im Juni 2016 auf Grund von Hochwasserschäden zwischenzeitlich schon wieder geschlossen werden musste.

## Ausstellung
Angeboten werden vor Ort Führungen durch erfahrene Bergleute, welche bis auf die 4. Sohle in 45 Metern Teufe reichen. Zuvor werden die Besucher mit einem Imagefilm über die Geschichte des örtlichen Bergbaus informiert. Im Museum selbst werden historische Bergbaumaschinen und Erinnerungsstücke der Bergleute gezeigt. Auf einem 4,5 Kilometer langen Geolehrpfad wird des Weiteren mittels verschiedener Schautafeln die örtliche Geologie und der Bergbau dargestellt.
Seit März 2016 wird mit dem Graphiteum außerdem eine moderne interaktive Erlebniswelt angeboten, die auf 350 Quadratmetern Ausstellungsfläche den Graphitbergbau veranschaulicht.

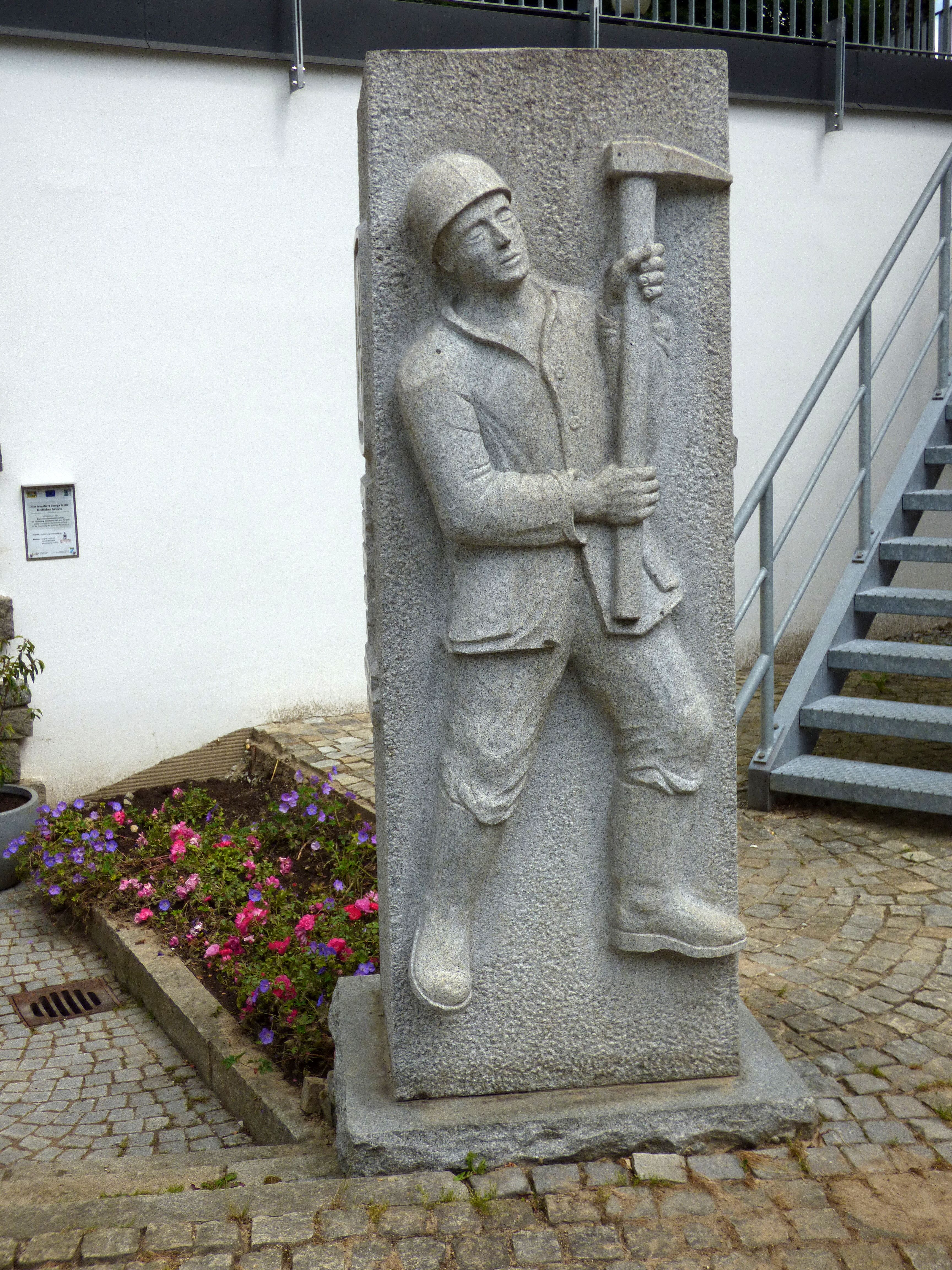
Skulptur vor dem Stolleneingang
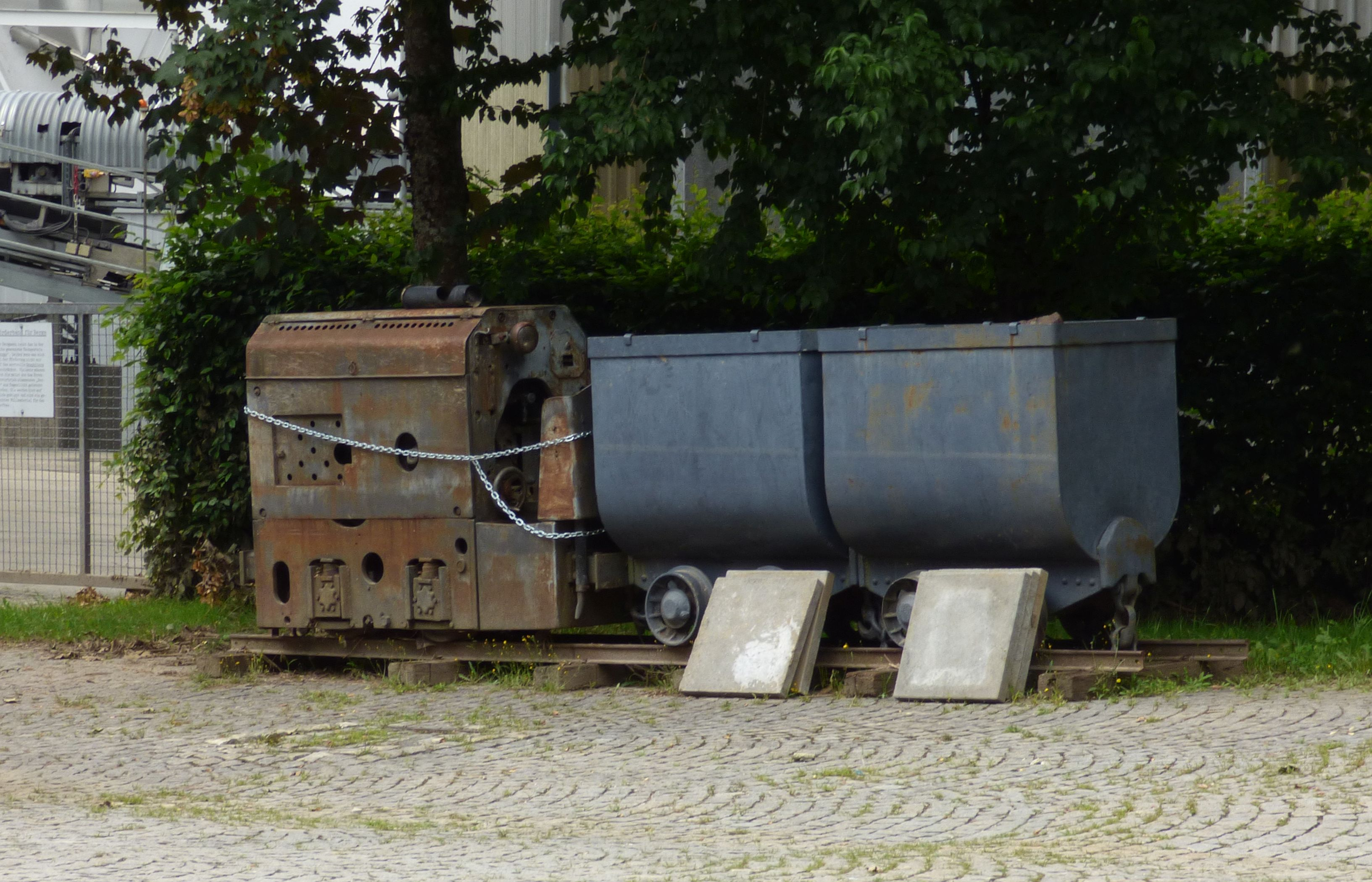
Historische Bergbaumaschinen im Eingangsbereich
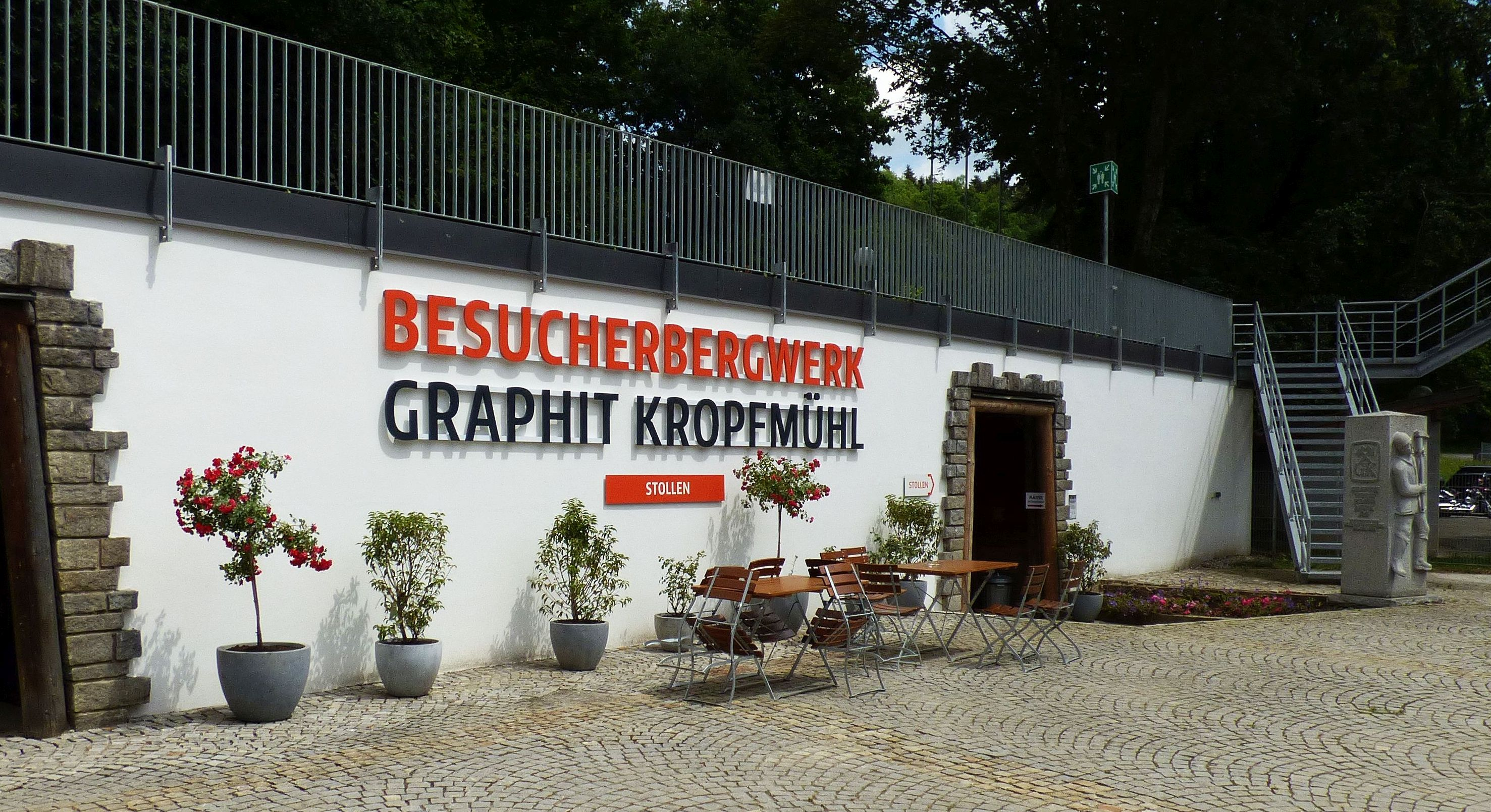
Stolleneingang (Juli 2016)
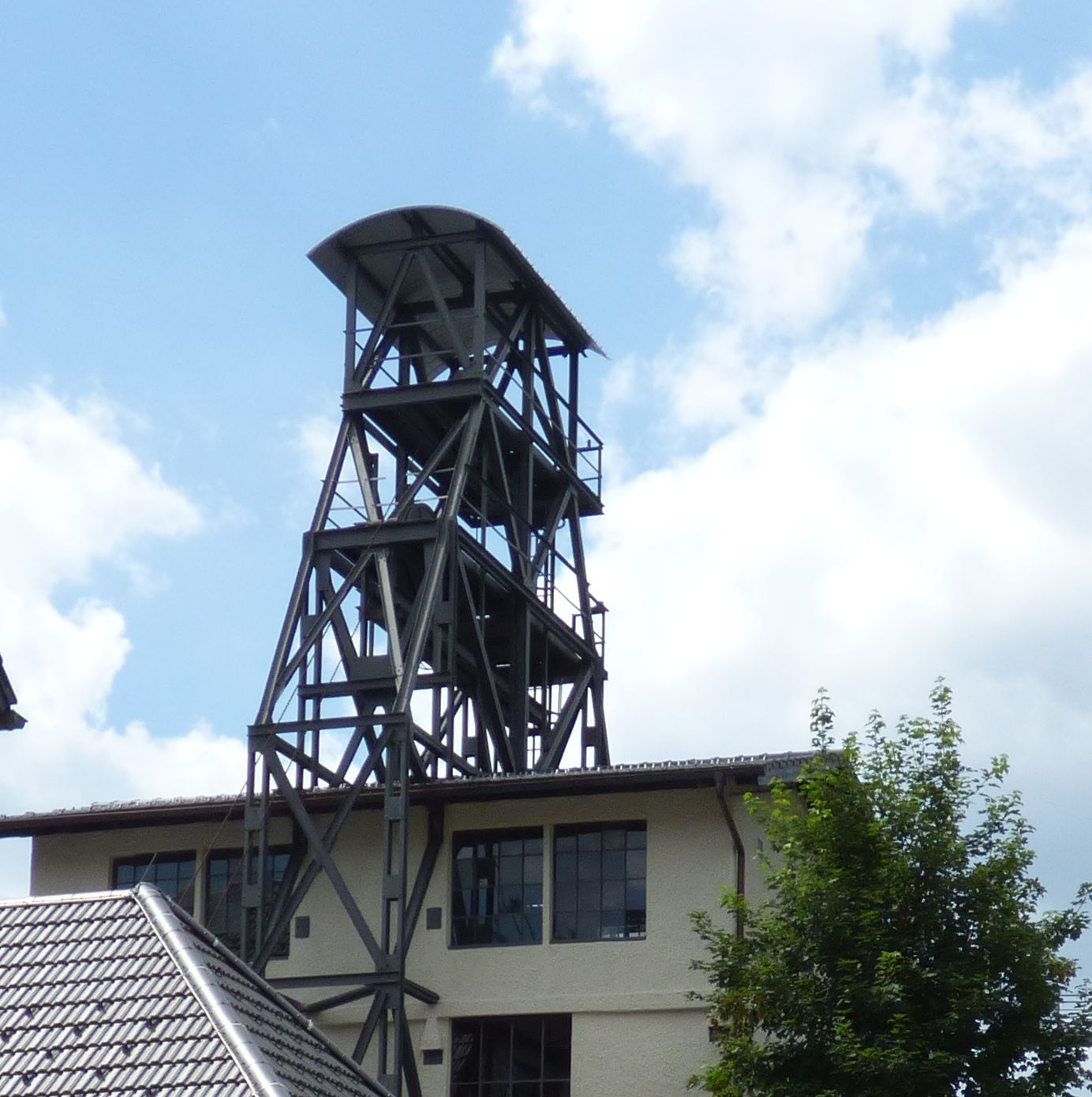
Förderturm